# Уиртон (Западная Виргиния)
Уиртон (англ. Weirton) — город в США, на крайнем севере штата Западная Виргиния. Большая часть города расположена на территории округа Ханкок, а оставшаяся часть — в округе Брук. Население по данным переписи 2010 года составляет 19 746 человек.

## География
Располагаясь в наиболее узкой части штата Западная Виргиния, Уиртон граничит на западе со штатом Огайо, а на востоке со штатом Пенсильвания. Город расположен на реке Огайо. По данным Бюро переписи населения США площадь города составляет 49,88 км², из которых 46,75 км² — суша и 3,13 км² — открытые водные поверхности. Расположен примерно в 35 милях к западу от города Питтсбург, штат Пенсильвания. Международный аэропорт Питтсбурга располагается менее чем в 30 милях от города.

## Население
По данным переписи 2010 года население города составляло 19 746 человек; плотность населения насчитывала 422,4 чел/км². Расовый состав: белые американцы (93,7 %); афроамериканцы (3,9 %); азиаты (0,5 %); коренные американцы (0,1 %); народы островов Тихого океана (0,0 %); представители других рас (0,2 %) и представители двух и более рас (1,6 %). Доля латиноамериканцев любой расы — 1,0 %.
Из 8839 домашних хозяйств в 24,8 % — воспитывали детей в возрасте до 18 лет, 44,8 % представляли собой совместно проживающие супружеские пары, в 13 % хозяйств женщины проживали без мужей, в 4,5 % — мужчины проживали без женщин и в 37,7 % — проживали несемейные люди. 32,9 % домохозяйств состояли из одного человека, при этом 15,1 % составили одинокие пожилые люди в возрасте 65 лет и старше. В среднем домашнее хозяйство ведут 2,22 человек, а средний размер семьи — 2,78 человек.
Доля лиц в возрасте младше 18 лет составляет 19,4 %; лиц в возрасте от 18 до 24 лет — 6,3 %; от 25 до 44 лет — 23 %; от 45 до 64 лет — 30,8 %; лиц старше 65 лет — 20,6 %. Средний возраст населения — 46 лет. 47,3 % населения составляют мужчины, 52,7 % — женщины.
Динамика численности населения города по годам:
| 1950   | 1960   | 1970   | 1980   | 1990   | 2000   | 2010   | 2012   |
| ------ | ------ | ------ | ------ | ------ | ------ | ------ | ------ |
| 24 005 | 28 201 | 27 131 | 24 736 | 22 124 | 20 411 | 19 746 | 19 503 |